# 海蘭鎮區 (愛荷華州帕洛阿爾托縣)
海蘭鎮區（英語：Highland Township）是位於美國愛荷華州帕洛阿爾托縣的一個行政鎮區。

## 地方資料
根據2010年美國人口普查的數據，海蘭鎮區的面積為90.68平方千米，當中陸地面積為88.34平方千米，而水域面積為2.34平方千米。當地共有人口998人，而人口密度為每平方千米11.01人。